# Standard Atlas
Der Standard Atlas war ein Kleintransporter, der zwischen 1958 und 1980 unter verschiedenen Namen produziert wurde.

## Standard Atlas / Major und Standard 15/20 1958–1962
1958 präsentierte die britische Standard Motor Company den Kleintransporter Standard Atlas als Ergänzung zu den auf Pkw-Basis gebauten Lieferwagen. Standard stand damit in Konkurrenz zu British Motor Corporation die den Morris J-Typ und den Morris J2 anboten, Ford mit dem Ford Thames 400E und Bedford, dessen Bedford CA sich am besten verkaufte.
Zu Beginn hatte der Atlas eine Nutzlast von 10 cwt 510 kg oder 12 cwt (610 kg). Er war als Pritschenwagen, Kastenwagen, Kleinbus und auch als Wohnmobil erhältlich. Die geschlossenen Aufbauten hatten vordere Schiebetüren, der Pritschenwagen hinten angeschlagene Selbstmördertüren.
Wie bei den Modellen der Konkurrenz war der Motor, ein 948-cm³-Ottomotor aus dem Standard Ten, zwischen den Sitzen eingebaut und die Kraft wurde an die Hinterachse übertragen. So ausgerüstet war er untermotorisiert. 1961 folgte deshalb zusätzlich der Atlas Major mit einem 1670-cm³-Ottomotor. Um diesen größeren Motor einzubauen, musste das Chassis vergrößert und das Fahrerhaus geändert werden. Zudem bekam die Modellreihe nun vorn angeschlagene Vordertüren. Der 948-cm³-Motor wurde von einem 1147-cm³-Ottomotor abgelöst.
Für das Modelljahr 1963 benannte man den Atlas Major in Standard 15 um und schuf mit einem neuen langen Radstand den Standard 20. Der 20 erhielt einen 2138-cm³-Ottomotor, der auch im Triumph TR4 verwendet wurde und die Nutzlast betrug nun beim 15 cwt (760 kg) und dem 20 cwt (1020 kg). Wahlweise gab es nun einen OE138-2260-cm³-Dieselmotor mit 44 kW (60 PS) von Standard Motor Company, der auch in den Ferguson-Traktoren verwendet wurde.
Auf Exportmärkten wie zum Beispiel in Kanada wurde er als Triumph Atlas angeboten.

## Leyland 15/20 1962–1968

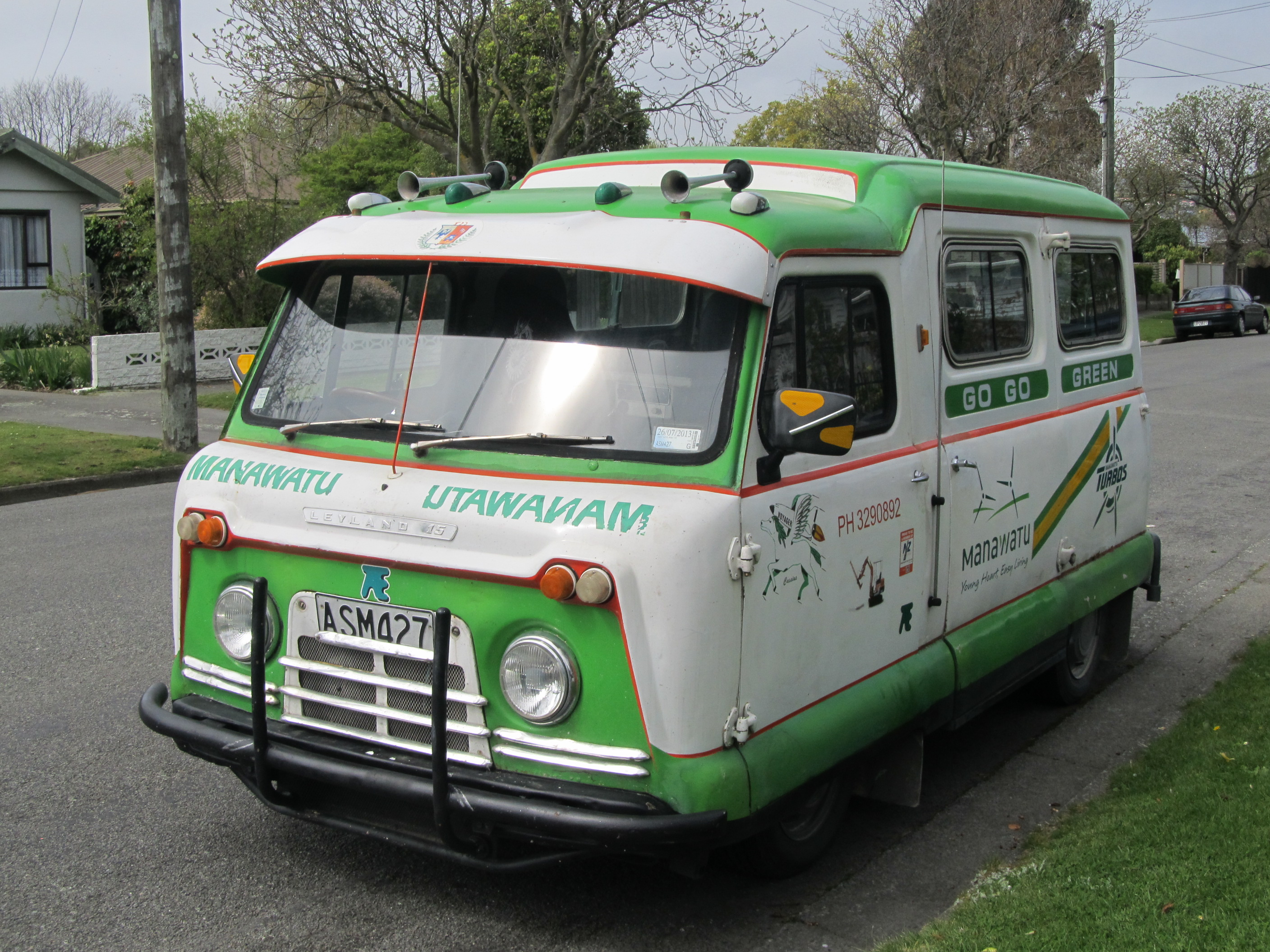
Leyland 15/20

Da Leyland Motors 1962 die Standard Motor Company übernommen hatte, wurde das Modell 1963 in Leyland 15/20 umbenannt. So kam es, dass nur die bereits in 1962 produzierten Modelle als Standard 15/20 verkauft wurden. Als Leyland Motors 1968 mit der British Motor Corporation zur British Leyland Motor Corporation fusionierte, wurde die Produktion des Leyland 15/20 sowie des Leyland 2-Tonner eingestellt, da deren Marktsegment im Konzern von den Modellen BMC 350 EA, BMC 250 JU und dessen Nachfolger BMC J4 bedient werden sollte.

## Leyland 15/20 Indien 1970–1980
Als die Produktion in Großbritannien eingestellt wurde, exportierte man die Produktionsanlagen nach Indien, wo Ashok Leyland das Modell von 1970 bis 1980 weiter baute.